# Ducat de Lugo
El ducat de Lugo és un títol nobiliari de la Casa Reial espanyola l'ús del qual fou autoritzat per primer cop pel rei Joan Carles I a la seva filla, la infanta Helena de Borbó i de Grècia, el 3 de març de 1995, en ocasió del seu enllaç matrimonial amb Jaime de Marichalar y Sáenz de Tejada.
El ducat, com a títol de la casa reial, és vitalici, per la qual cosa el primogènit d'Elena, Felipe Juan Froilán (el tercer nom del qual es refereix a Froilà de Lugo, patró d'aquesta ciutat) no l'heretarà quan la seva mare mori. La seva denominació fa referència a la ciutat de Lugo.

## Llista de ducs de Lugo
|                           | Titular                     | Període                   |
| Creació per Joan Carles I | Creació per Joan Carles I   | Creació per Joan Carles I |
| ------------------------- | --------------------------- | ------------------------- |
| I                         | Helena de Borbó i de Grècia | 1995-actual titular       |